# Maria Anzbach

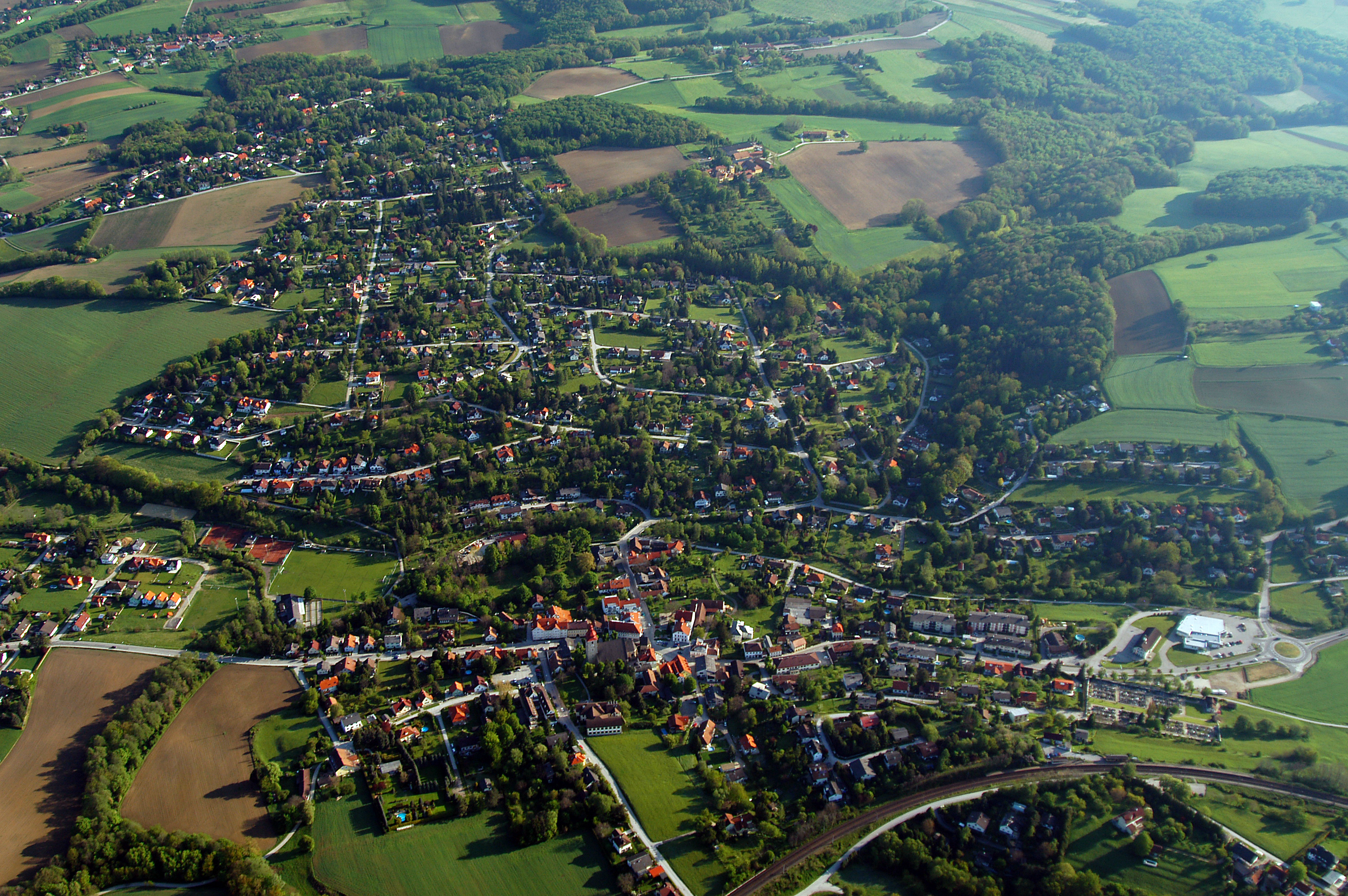
Luftaufnahme von Maria Anzbach

Maria Anzbach (bis Juli 2022 offiziell Maria-Anzbach) ist eine Marktgemeinde mit 3236 Einwohnern (Stand 1. Jänner 2025) im Bezirk St. Pölten in Niederösterreich.

## Geografie
Maria Anzbach liegt im Mostviertel südöstlich von Neulengbach im Tal des Anzbaches, eines Nebenflusses der Großen Tulln. Die beiden höchsten Erhebungen sind im Norden der Buchberg (469 m) mit der Buchbergwarte und im Süden der Kohlreithberg (516 m).
Die Fläche der Marktgemeinde umfasst 18,21 Quadratkilometer. Davon sind 48 Prozent landwirtschaftliche Nutzfläche, 36 Prozent der Fläche sind bewaldet.

### Gemeindegliederung
Das Gemeindegebiet umfasst folgende 16 Ortschaften (in Klammern Einwohnerzahl Stand 1. Jänner 2025):
- Burgstall (151)
- Furth (83)
- Götzwiesen (91)
- Groß Raßberg (244)
- Gschwendt (50)
- Hof (12)
- Hofstatt am Anzbach (255)
- Klein Weinberg (11)
- Knagg (40)
- Meierhöfen (233)
- Maria Anzbach (1571) samt Haitzing
- Oed (53) samt Hofstetten
- Pameth (10)
- Unter Oberndorf (405)
- Winkl (7)
- Winten (20)

Die Gemeinde besteht aus den Katastralgemeinden Getzwiesen (249,18 ha), Großraßberg (520,8 ha), Maria Anzbach (626,49 ha) und Unteroberndorf (424,85 ha) (Flächen Stand: 31. Dezember 2023).

### Nachbargemeinden
| Neulengbach |                                             | Asperhofen |
|             | Kompassrose, die auf Nachbargemeinden zeigt | Pressbaum  |
| Altlengbach |                                             | Eichgraben |

## Geschichte

### Altertum
Eine Besiedlung in der Bronzezeit wurde durch die Ausgrabung einer Wallanlage auf dem Buchberg nachgewiesen. Auf dem Eichberg wurden Graburnen, Ziergefäße, Münzen und Fibeln aus der Römerzeit gefunden.
Am 29. April 998 wird Maria Anzbach als Amizinesbach erstmals urkundlich erwähnt.

### Erster Türkensturm
Den ersten Türkensturm erlebte der Ort im Jahr 1529, dabei wurde auch die Kirche großteils zerstört.

### Zweiter Türkensturm und Pestzeit
1683 brachte der zweite Türkensturm wieder große Zerstörung in den Ort, dabei wurden u. a. Mühlen, Bräuhaus und die Burg Wasen zur Gänze zerstört. Die Kirche blieb dank einer erloschenen Fackel, die in die hölzerne Kanzel flog, unbeschadet. Die erloschene Fackel ist in der Kirche in einem Glaskästchen zu sehen. In Folge des Türkensturms brach die Pestzeit an, dabei starb über Jahrzehnte das Gebiet um Maria Anzbach fast aus. Nach der Pest wurde das Gebiet von Ansiedlern aus Bayern, Oberösterreich, Salzburg und aus der Pfalz neu besiedelt.

### Franzosenkrieg
Franzosenkrieg 1805–1809: Die napoleonische Armee hielt dabei eine Etappenstation in Purkersdorf, dabei plünderten die Soldaten das Gebiet und es kam zu Auseinandersetzungen.

### Markterhebung
Im Jahr 1933 bei der Markterhebungsfeier bekam der Ort Anzbach den Beinamen Maria. Dieser Namenszusatz wurde in Anbetracht der Jahrhunderte alten Tradition als Wallfahrtsort gewählt. Seit dem Jahr 1683 findet in ununterbrochener Folge aus den Orten Langenrohr und Ollern zu Maria Himmelfahrt (15. August) eine Wallfahrt statt. Im Jahr 1933 war dies, wie auf einer in der Kirche angebrachten Steintafel zu lesen ist, die 250. Wallfahrt. So wurde aus Anzbach Maria-Anzbach. Das Wappen enthält seither das Bild der Mutter Gottes (siehe Artikel: Gottesgebärerin).

### Einwohnerentwicklung
Nach dem Ergebnis der Volkszählung 2001 gab es 2621 Einwohner. 2018 hatte die Marktgemeinde 3055 Einwohner, 1991 2562, 1981 2151 und im Jahr 1971 1808 Einwohner.
| Maria Anzbach: Einwohnerzahlen von 1869 bis 2025    | Maria Anzbach: Einwohnerzahlen von 1869 bis 2025 | Maria Anzbach: Einwohnerzahlen von 1869 bis 2025 | Maria Anzbach: Einwohnerzahlen von 1869 bis 2025 | Maria Anzbach: Einwohnerzahlen von 1869 bis 2025 |
| --------------------------------------------------- | ------------------------------------------------ | ------------------------------------------------ | ------------------------------------------------ | ------------------------------------------------ |
| Jahr                                                |                                                  |                                                  |                                                  | Einwohner                                        |
| 1869                                                | 1869                                             |                                                  | 1.120                                            | 1.120                                            |
| 1880                                                | 1880                                             |                                                  | 1.097                                            | 1.097                                            |
| 1890                                                | 1890                                             |                                                  | 1.134                                            | 1.134                                            |
| 1900                                                | 1900                                             |                                                  | 1.140                                            | 1.140                                            |
| 1910                                                | 1910                                             |                                                  | 1.494                                            | 1.494                                            |
| 1923                                                | 1923                                             |                                                  | 1.670                                            | 1.670                                            |
| 1934                                                | 1934                                             |                                                  | 1.757                                            | 1.757                                            |
| 1939                                                | 1939                                             |                                                  | 1.864                                            | 1.864                                            |
| 1951                                                | 1951                                             |                                                  | 1.930                                            | 1.930                                            |
| 1961                                                | 1961                                             |                                                  | 1.914                                            | 1.914                                            |
| 1971                                                | 1971                                             |                                                  | 1.808                                            | 1.808                                            |
| 1981                                                | 1981                                             |                                                  | 2.151                                            | 2.151                                            |
| 1991                                                | 1991                                             |                                                  | 2.562                                            | 2.562                                            |
| 2001                                                | 2001                                             |                                                  | 2.621                                            | 2.621                                            |
| 2011                                                | 2011                                             |                                                  | 2.786                                            | 2.786                                            |
| 2021                                                | 2021                                             |                                                  | 3.120                                            | 3.120                                            |
| 2025                                                | 2025                                             |                                                  | 3.236                                            | 3.236                                            |
| Quelle(n): Statistik Austria, Gebietsstand 1.1.2021 |                                                  |                                                  |                                                  |                                                  |

## Kultur und Sehenswürdigkeiten

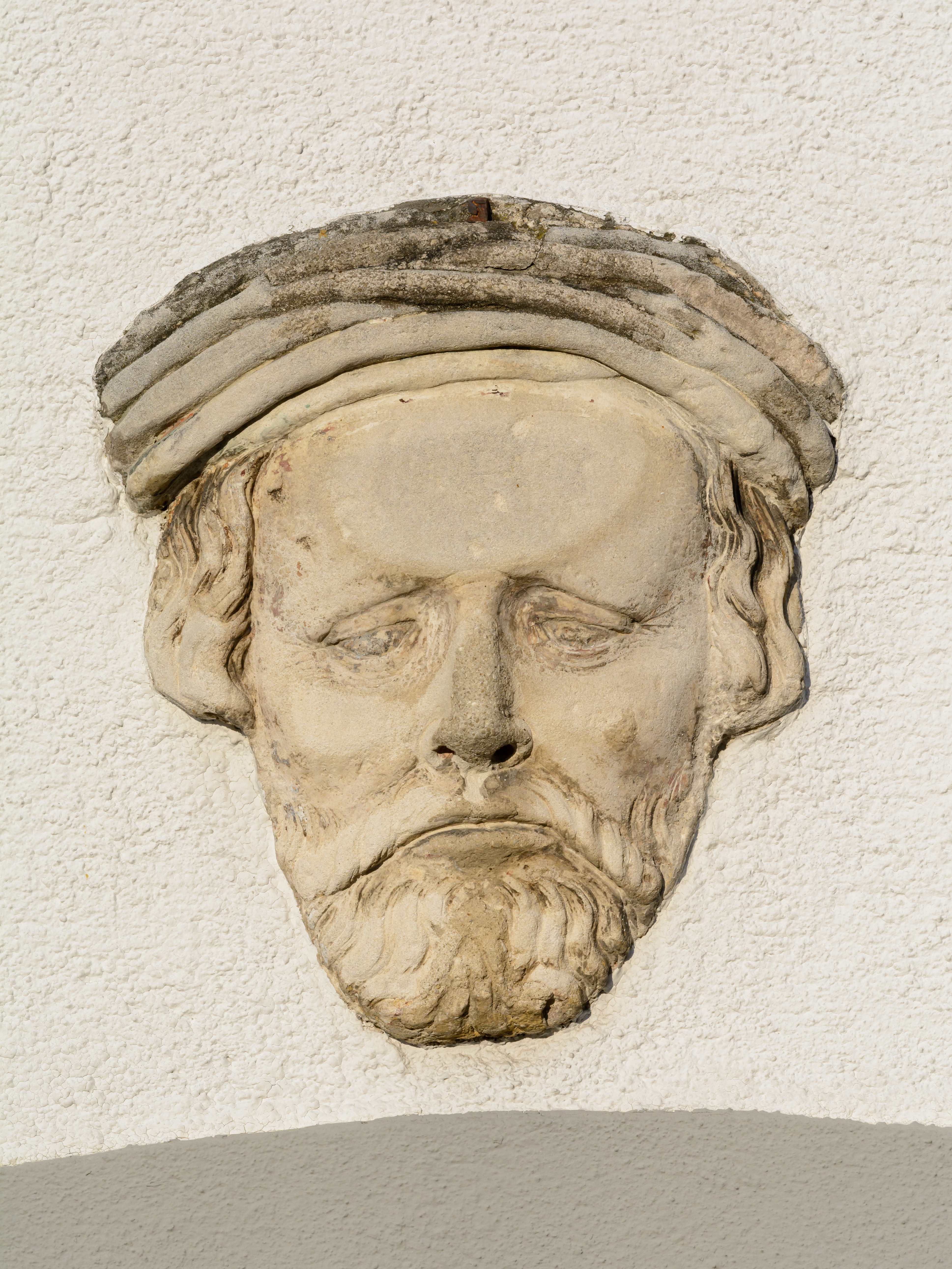
Türkenkopf an der Schmiede

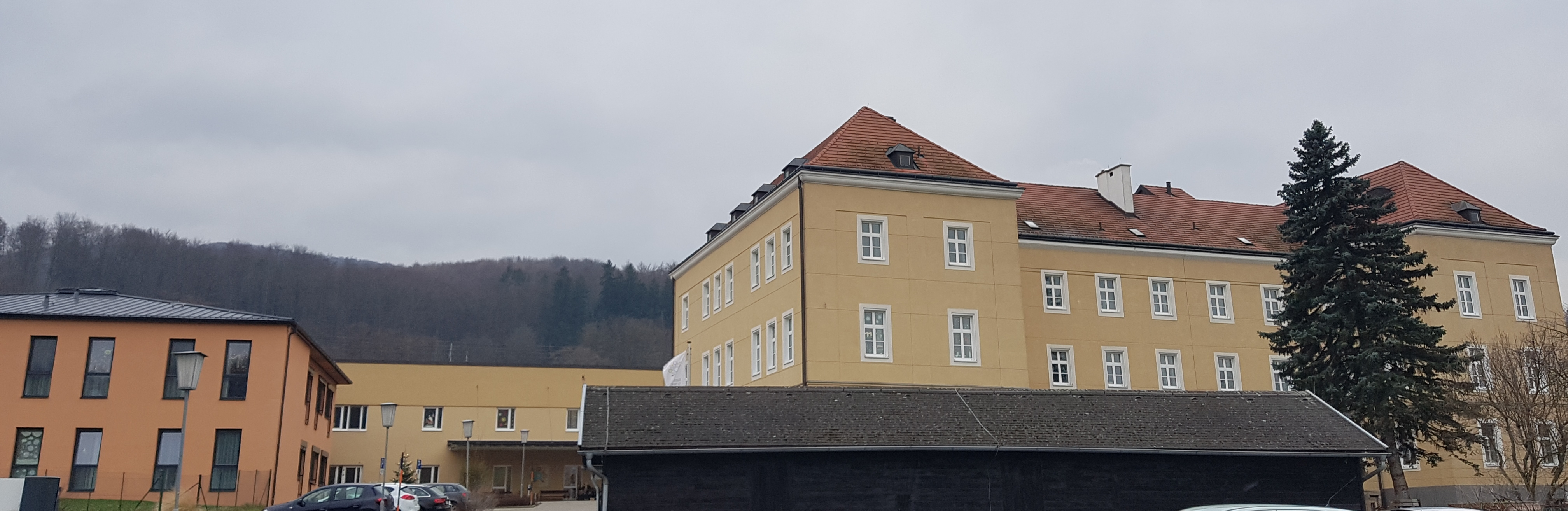
Pflegeheim St. Louise Meierhöfen (2018)

- Katholische Pfarr- und Wallfahrtskirche Maria Anzbach Unsere Liebe Frau als Mutter der Barmherzigkeit, aus dem späten 15. Jahrhundert, 1629 wiederhergestellt.
- Grafenhaus: Das Grafenhaus soll der Sitz der „Hochfreien von Amizinesbach“ gewesen sein, die von 1090 bis 1203 die Herrschaft in Maria Anzbach hatten. Seit 1923 ist dieses Anwesen im Besitz der Familie Walderdorff.
- Schmiede: An der Fassade der Schmiede befindet sich ein aus der Türkenzeit stammendes Relief eines Türkenkopfes. Im Keller der Schmiede war früher ein unterirdischer Gang, der vermutlich zur Kirche führte.
- Schönbeck-Mühle: In der Mühle wurde in den 1910er Jahren der erste elektrische Strom für den Ort produziert. Heute befinden sich darin ein Heimatmuseum und ein Restaurant.
- Annunziatakloster: Das am 4. August 1898 gegründete und zur Gemeinde Maria Anzbach gehörige, unter Denkmalschutz stehende Annunziatakloster „Am Stein“ in der Klosterstraße 5 nördlich von Furth – die erste Niederlassung der Franziskanerinnen Missionarinnen Mariens in Österreich – stellte Ende März 2011 den Betrieb ein. Zuvor wurde am 19. Juni 2010 das 100-Jahr-Jubiläum der Weihe der im neugotischen Stil des Späthistorismus ab 1899 erbauten Klosterkirche – ein Werk des k.u.k. Hofbaumeisters Josef Schmalzhofer – gefeiert.[10] Es wurde im Juni 2012 um 2,3 Mill. Euro an eine Investorengruppe verkauft. Geplant war ein Seniorenrefugium und leistbares Wohnen.[11] Nach Scheitern der Pläne wurde das Areal 2015 an eine burgenländische Investorenfirma weiterverkauft. Über die Schließung des Klosters hat Regisseur Helmut Manninger 2013 den Kinofilm Die große Reise geschaffen.
- Ludovikaheim: Pflegeheim St. Louise in Meierhöfen, ehemals Landwirtschaft, wurde 1898 von den Barmherzigen Schwestern erworben. 1931 wurde das Haus umgebaut und dient bis heute als Altersheim. 2015 wurde das Pflegeheim erweitert.[12]
- Buchbergwarte: Die Aussichtswarte auf dem Gipfel des Buchbergs wurde 2004 errichtet und ist 22,5 Meter hoch.
- Galerie Anzbach bzw. Goldammer Museum, wurde 2018 geschlossen
- Galerie 3034[13]
- Heimatmuseum Schönbeck-Mühle
- Historischer Rundwanderweg um den Ort[14]
- Marktplatz Maria Anzbach: 1998 wurde das Ortszentrum neu gestaltet.[15]

### Freizeit und Vereine

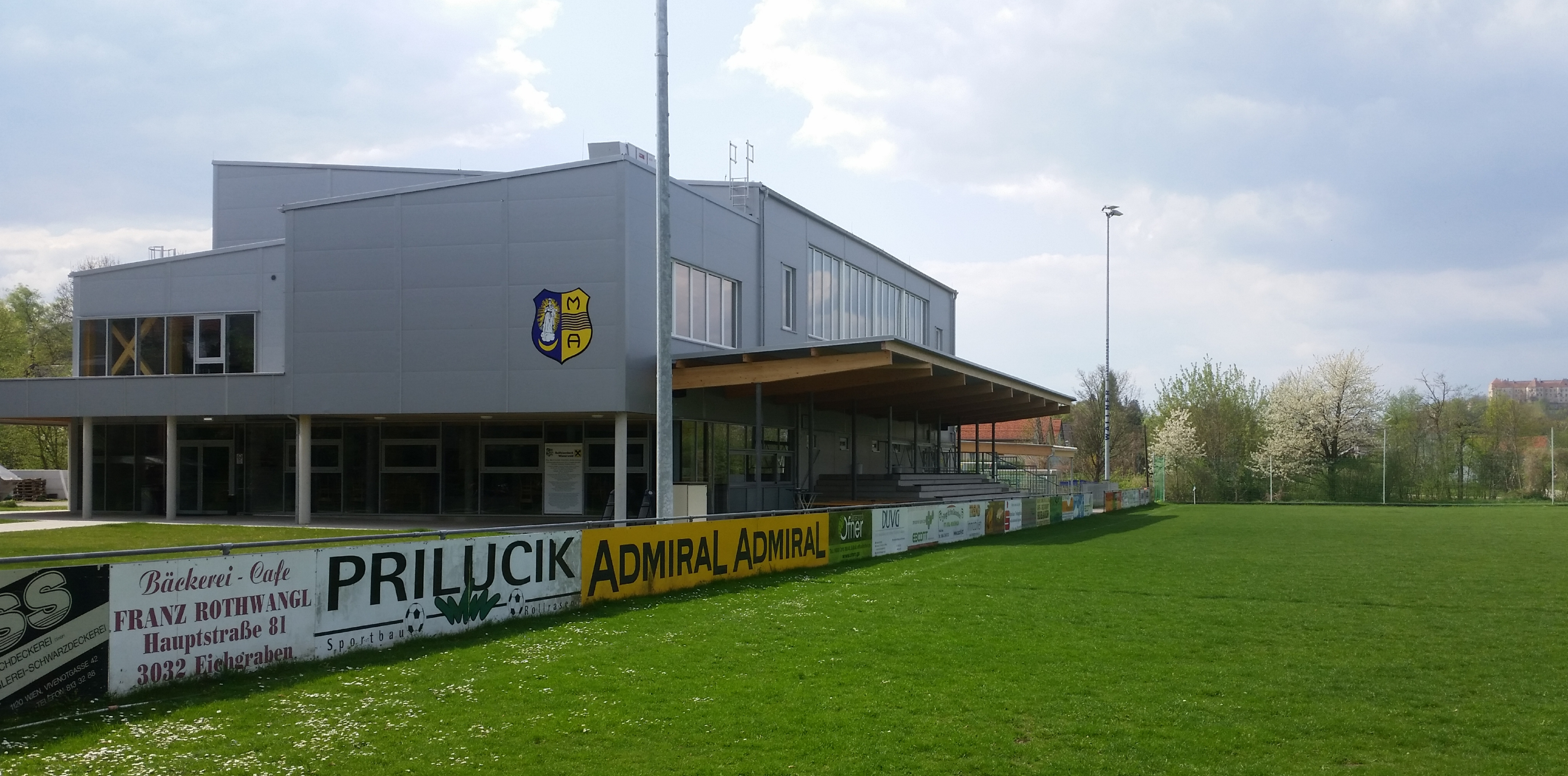
Neue Sportanlage Maria Anzbach 2018

In der Marktgemeinde gibt es ein großes Angebot an Freizeitgestaltungen. Neben Fußball, Tennis und Eisstockschießen gibt es mehrere Reitmöglichkeiten. Wanderwege und Fahrradstrecken durchkreuzen die Gemeinde und den angrenzenden Wienerwald.
Seit 2017 bietet die neue Sporthalle viele Indoor-Möglichkeiten wie Klettern, Badminton und Fußball.
Es gibt viele Vereine im Ort wie Sportvereine (1.SV Maria Anzbach, TC Maria Anzbach), Theatervereine und einen Musikverein.

## Wirtschaft und Infrastruktur
Nichtlandwirtschaftliche Arbeitsstätten gab es im Jahr 2001 109, land- und forstwirtschaftliche Betriebe nach der Erhebung 1999 56. Die Zahl der Erwerbstätigen am Wohnort betrug nach der Volkszählung 2001 1176. Die Erwerbsquote lag 2001 bei 46,16 Prozent. In der Katastralgemeinde Unteroberndorf existiert ein Betriebsgebiet.
In Maria Anzbach werden zehn gastronomische Betriebe geführt und es gibt zwei Unterkunftsmöglichkeiten. Im Zentrum befindet sich das Gemeindeamt, Pfarramt, drei gastronomische Betriebe, ein Ärztezentrum, Kindergarten sowie Volks- und Musikschule. In den letzten Jahren mussten u. a. Bank, Postamt, Galerie Anzbach und ein gastronomischer Betrieb im Zentrum geschlossen werden.
Ein Bauernmarkt findet wöchentlich am Samstagvormittag statt. Angeboten werden unter anderem verschiedene Fleisch-, Gemüse- und Käseprodukte.
Außerhalb des Zentrums befinden sich Sportanlage, ÖBB Haltestelle und Einkaufsmöglichkeiten im Ort Maria Anzbach.

### Sicherheit

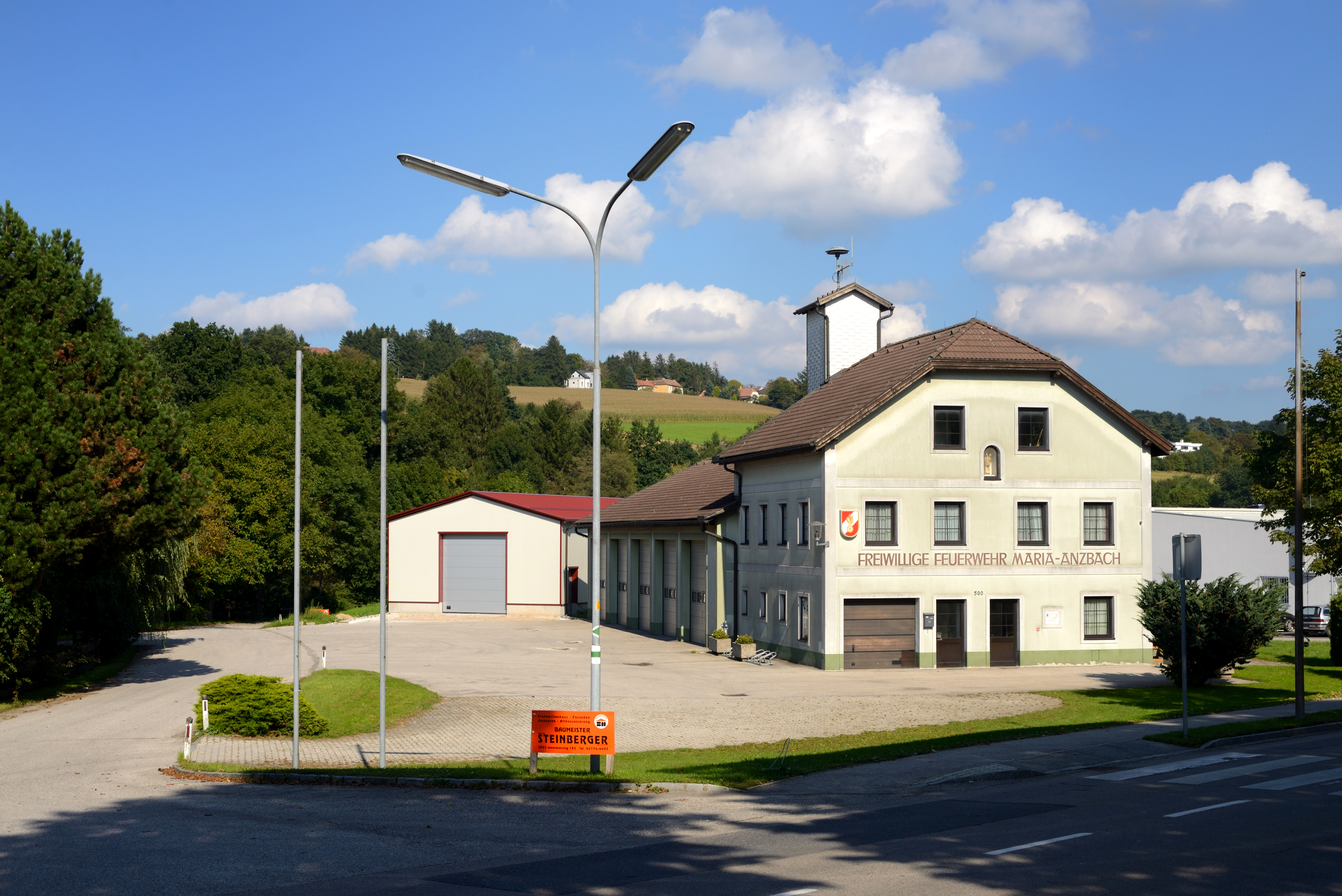
Freiwillige Feuerwehr Maria Anzbach

- Freiwillige Feuerwehr Maria Anzbach
- Freiwillige Feuerwehr Unter Oberndorf

### Verkehr
Die Marktgemeinde liegt an der Neulengbacher Straße B44, nahe der Tullner Straße. Dabei erreicht man in beiden Richtungen gut über St. Christophen, Altlengbach und Pressbaum die West Autobahn.

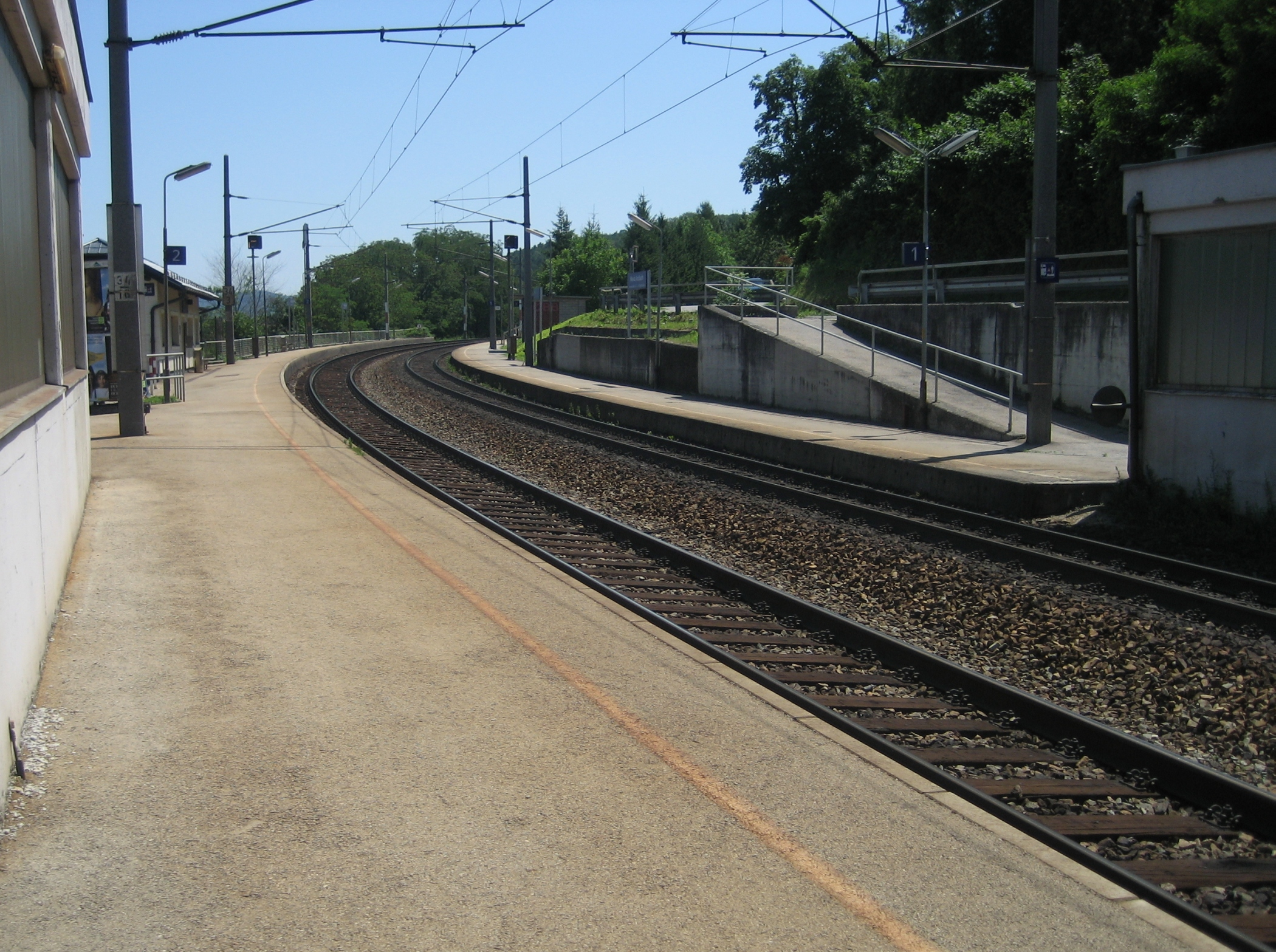
Die Haltestelle Maria-Anzbach an der Westbahn (2011). Weiter östlich wird eine neue Haltestelle gebaut.

Weiters liegt die Gemeinde an der Westbahn (Österreich). An der Haltestelle Maria Anzbach hält halbstündlich der REX nach Wien Westbahnhof und St. Pölten Hbf.
Bei Unter Oberndorf befindet sich der Betriebsbahnhof Hutten, welcher aber nicht über einen Personenverkehrshalt verfügt, sondern lediglich als Wendeanlage für die in Eichgraben endenden Züge der S50 verwendet wird.
Mit Fahrplanwechsel am 9. Dezember 2023 wurden die Haltestellen Hofstatt und Unter Oberndorf aufgelassen. Stattdessen werden stündlich Busse eingesetzt.
Seit 2024 wird die Haltestelle Maria Anzbach ungefähr 270 Meter weiter östlich mit barrierefreien Zugängen, einer größeren Park&Ride-Anlage und einer Bushaltestelle neu gebaut. Die zwei Bahnsteige werden ab Ende 2025 nicht mehr in einem Bogen liegen und somit ohne Querneigung leichteres Ein- und Aussteigen gewährleisten. Die alte Haltestelle oberhalb des Friedhofs wird abgerissen.

### Bildung
- Kindergarten
- Volksschule Maria Anzbach
- Neue Schule[22]

## Politik

### Gemeinderat

#### Sitzverteilung im Gemeinderat nach den Wahlen
- Gemeinderatswahlen in Niederösterreich 1990: ÖVP 15, SPÖ 5, LRK 1.
- Gemeinderatswahlen in Niederösterreich 1995: ÖVP 16, SPÖ 2, FPÖ 2, LRK 1.[23]
- Gemeinderatswahlen in Niederösterreich 2000: ÖVP 14, SPÖ 4, FPÖ 2, LRK 1.[24]
- Gemeinderatswahlen in Niederösterreich 2005: ÖVP 14, SPÖ 3, GRÜNE 3, FPÖ 1.[25]
- Gemeinderatswahlen in Niederösterreich 2010: ÖVP 15, GRÜNE 3, SPÖ 2, FPÖ 1.[26]
- Gemeinderatswahlen in Niederösterreich 2015: ÖVP 15, GRÜNE 3, FPÖ 2, SPÖ 1.[27]
- Gemeinderatswahlen in Niederösterreich 2020: ÖVP 14, GRÜNE 4, SPÖ 2, FPÖ 1.[28]
- Gemeinderatswahlen in Niederösterreich 2025: MAV 14, GRÜNE 4, FPÖ 2, SPÖ 2, NEOS 1.[29]

### Bürgermeister
- bis 2008 Franz Allmayer (ÖVP)
- seit 2008 Karin Winter (ÖVP)[30]

## Persönlichkeiten
Bekannte Persönlichkeiten die ihren Wohnsitz in Maria Anzbach haben oder hatten.
- Oliver Baier, österreichischer Radio- und Fernsehmoderator[31]
- Walter Feichtinger, österreichischer Offizier und Politikwissenschaftler
- Karl Goldammer, österreichischer Maler
- Thomas Helly, österreichischer Fußballspieler
- Peter Kreisky, österreichischer Sozialwissenschaftler
- Klaus Kubinger, österreichischer Psychologe und Statistiker
- Barbara May, österreichische Schauspielerin
- Christoph Riedl-Daser, österreichischer Journalist, Fernsehmoderator
- Wolf Roth, deutscher Schauspieler
- David Christopher Roth, österreichisch-deutscher Schauspieler
- Martin Schlaff, österreichischer Unternehmer
- Beate Schrott, österreichische Hürdenläuferin
- Jürgen Vogl, österreichischer Kabarettist